# Jennifer Andree Uribe
Jennifer Andree Uribe Montoya (Medellín, 9 de noviembre de 1991) es una salubrista y política colombiana. 
Ejerció como alcaldesa encargada de Medellín, entre el 1 al 21 de junio de 2022, durante la suspensión del alcalde Daniel Quintero Calle. También fue la Secretaria de salud de Medellín, de 2020 a 2022, durante la gestión de Quintero Calle.

## Biografía
Nació el 9 de noviembre de 1991, en la ciudad colombiana de Medellín, Antioquia.
Estudio enfermería en la Universidad de Antioquia, realizó su especialización en Gerencia en Servicios de Salud en la Universidad Católica Luis Amigó y una maestría en Salud Pública en la Universidad Santo Tomás.
En 2013 incursiona en el campo de la salud como enfermera en el Hospital Marco Fidel Suárez, en ese mismo año en la Clínica Antioquia hasta 2015. En 2016 en la Clínica Cardio VID hasta 2017.
En 2018 fue auditora de salud en la alcaldía de la Estrella Antioquia. Desde 2020 es secretaria de salud de Medellín en la alcaldía de Daniel Quintero Calle. 
Durante la administración del alcalde Daniel Quintero Calle, Uribe Montoya ha tenido a su cargo todo el manejo de la atención contención del COVID19, como secretaria de Salud de Medellín.

### Alcaldesa encargada de Medellín
En junio de 2022 fue nombrada alcaldesa encargada por el expresidente Iván Duque Márquez durante veinte días tras la suspensión del alcalde titular por favorecer la campaña para la presidencia de Gustavo Petro de la Procuraduría General de la Nación.

## Controversias

### Hospital General de Medellín
Durante su secretaría se denunciaron múltiples irregularidades al interior del Hospital General de Medellín. Una de estas fue el cambio en el proceso para contratar con el Hospital; se cambiaron los estatutos de contratación para no exigir concurso abierto y permitir que las licitaciones sean por contratación directa (coloquialmente "A dedo"); además, se permitió aumentar el valor de los contratos hasta un 50% con autorización de la junta directiva. A partir de estos cambios se firmaron contratos por cerca de $5.000 millones de pesos Colombianos.
Otras denuncias incluyen irregularidades en contratos de alimentación, relación cercana de uno de estos sindicatos con la Familia Char, entre otras.

## Posiciones

### Apoyo a la reforma a la salud impulsada por el gobierno de Gustavo Petro
En diferentes pronunciamientos, ha expresado su apoyo a la Reforma a la Salud planteada por el actual gobierno de Gustavo Petro. Comparte que es un nuevo mecanismo de financiación y ejecución de la prestación de servicios que favorecerá a las y los ciudadanos, con un mayor enfoque a los más vulnerables. Con respecto a la permanencia de las EPS, indica que, el proyecto las deja, no las elimina: pueden continuar bajo tres criterios: pueden ser centros reguladores porque tienen la experiencia de regular pacientes; pueden crear centros de atención- muchas aseguradoras tienen los primeros niveles- o, como su fuerte ha sido la auditoría pueden hacer estos procesos.

### Salida de la consulta interna de Independientes
Andrée Uribe, al constatar que no fueron cumplidos los acuerdos previos al proceso de selección interna de Independientes por parte de la dirección del Movimiento, decidió renunciar al mismo para recolectar firmas para la alcaldía. Si bien estuvo dentro de un proceso de selección en esa colectividad, ella aseguró que nunca se cumplieron las verificaciones necesarias al método que sería utilizado para la realización de una encuesta con los demás precandidatos. También aseguró que jamás entregaron el diseño muestral o el cuestionario, tampoco aceptaron reuniones técnicas de verificación y que faltó seriedad en el proceso. Según ella, era evidente que diversas fuerzas internas con el poder de definir las reglas del juego que favorecían al candidato oficialista.